# 李公逸
李公逸（？—619年），隋末起义军领袖，汴梁雍丘（今河南省杞县）人。
隋末，与族弟李善行以义勇为人所附。616年，李密从雍州逃亡出来，当时今河南省东部有外黄人王當仁，济阳人王伯当，韦城人周文舉，雍丘人李公逸等都聚众起事。李密于各部首领之间游说夺取天下的谋略。大家开始都不信，时间久了，就渐渐相信了，相士认为李密是公卿子弟，有志气、抱负，当时有谶语说杨氏将灭，李氏将兴，李密多次能渡过难关，或许就是就是将成帝业的李姓人。李公逸等人渐渐敬重李密。在李密成为瓦岗军首领前后，他们纷纷归附。隋炀帝派代江都郡丞冯慈明到东都，被李密所获。李密劝他归顺，冯慈明斥责李密叛逆。冯慈明逃出后又被李公逸抓获，李密将他释放，但是翟让在营门把他杀死。
后来李密失败，李公逸归附王世充。619年二月廿九日，李公逸知王世充必败，以雍丘前来降唐朝。唐朝在雍丘置杞州，李公逸官拜杞州总管，封阳夏郡公，任命李善行为杞州刺史。唐高祖派夏侯端安抚山东，正好李神通、李世勣败于窦建德，山东只有李公逸所占的杞州忠于唐朝，李公逸将夏侯端护送回宜阳。
王世充遣其从弟王世辨率众攻杞州，李公逸遣使向朝廷请援。唐高祖因为雍丘与关中隔着敌人占领区，未即出兵。李公逸以李善行留守，自己入朝请援，在襄城被王世充的伊州刺史张殷抓获，送到洛阳。王世充问他：“你越过郑国向唐称臣，哪有这种道理？”李公逸回答：“我对天下，只知道有唐，不知道有郑。”王世充大怒，杀了他。李善行也遇害。高祖封李公逸的儿子为襄邑县公。

## 延伸阅读
[在维基数据编辑]
 《舊唐書/卷187上》，出自刘昫《舊唐書》
 《新唐書·卷191》，出自《新唐書》